# مقاطعة أندرسون (تكساس)
مقاطعة أنديرسون (بالإنجليزية: Anderson  County)‏ هي إحدى المقاطعات في ولاية تكساس، الولايات المتحدة الأمريكية، يبلغ عدد سكانها 58,458 نسمة طبقا لإحصاء عام 2010 .

موقع المقاطعة في ولاية تكساس

## أعلام
- دانيال باركر